# Varelasminthurus potiguarus
Genre
Espèce
Varelasminthurus potiguarus, unique représentant du genre Varelasminthurus, est une espèce de collemboles de la famille des Sminthuridae.

## Distribution
Cette espèce est endémique du Rio Grande do Norte au Brésil.

## Description
La femelle holotype mesure 0,82 mm.

## Étymologie
Ce genre est nommé en l'honneur d'Adalberto Antônio Varela Freire.

## Publication originale
- da Silva, Palacios-Vargas & Bellini, 2015 : A new genus and a new species of Sminthuridae (Collembola: Symphypleona) from Atlantic Forest of Brazil. Zootaxa, no 3990(3), p. 410-418.